# Nectophrynoides vestergaardi
Espèce
Statut de conservation UICN

 EN B1ab(iii)+2ab(iii) : En danger
Statut CITES
Nectophrynoides vestergaardi est une espèce d'amphibiens de la famille des Bufonidae.

## Répartition
Cette espèce est endémique des monts Usambara occidentaux dans le nord-est de la Tanzanie. Elle se rencontre entre 1 230 et 2 000 m d'altitude.

## Description
La femelle holotype mesure 24,0 mm.

## Étymologie
Cette espèce est nommée en l'honneur de Martin Vestergaard.

## Publication originale
- Menegon, Salvidio & Loader, 2004 : Five new species of Nectophrynoides Noble 1926 (Amphibia Anura Bufonidae) from the Eastern Arc Mountains, Tanzania. Tropical Zoology, vol. 17, p. 97-121 (texte intégral).